# Уотерс, Катарина
Катари́на Ли Уо́терс (англ. Katarina Leigh Waters, род. 10 ноября 1980, Люнебург, Нижняя Саксония) — английская женщина-рестлер и актриса.
Она наиболее известна по выступлениям в Impact Wrestling под именами Катарина или Винтер и по выступлениям в WWE под именем Кэти Ли Берчилл. Она провела много лет на независимой сцене, в частности в Frontier Wrestling Alliance, где выступала под именем Никита.
После подписания контракта с WWE она выступала в подразделении Ohio Valley Wrestling, где дважды становилась чемпионом среди женщин. В апреле 2010 года была уволена из WWE и в августе того же года подписала контракт с TNA. За первый год в новой федерации она завоевала оба женских чемпионских титула.

## Титулы и достижения
- British Independent Circuit
  - British Women’s Championship (3 раза)

- Family Wrestling Entertainment
  - Чемпион FWE среди женщин (1 раз)

- Ohio Valley Wrestling
  - Чемпион OVW среди женщин (2 раза)[1]

- Pro Wrestling Illustrated
  - PWI ставит её на 18 место среди 50 лучших женщин-рестлеров в списке PWI Female 50 2012 года[2]

- Queens of Chaos
  - Чемпион World Queens of Chaos (1 раз)

- Total Nonstop Action Wrestling
  - Чемпион TNA среди нокаутов (2 раза)
  - Командная чемпионка TNA среди нокаутов (1 раз) — с Анжелиной Лав

- Trans-Atlantic Wrestling 
  - Чемпион TWC среди женщин (1 раз)

- World Independent Ladies Division Wrestling
  - WILD World Championship (1 раз)[3]
  - WILD Warrior of the Year (2011)
  - WILD Match of the Year (2011) против Терры Кэлуэй